# Zuiderkerk (Amsterdam)
Pour les articles homonymes, voir Zuiderkerk.
La Zuiderkerk (en français, « église du Sud » ») est une église protestante, désacralisée depuis 1929, de style Renaissance située à Amsterdam aux Pays-Bas. Elle est construite au début du XVIIe siècle. Elle accueille des expositions permanentes et temporaires, ainsi que des conférences.

## Histoire
L'église est construite entre 1603 et 1611 sous la direction de l'architecte néerlandais Hendrick de Keyser. La construction de la tour est achevée en 1614. Le carillon et l'horloge de l'église sont confiés à l'ingénieur Jan Adriaanszoon Leeghwater. Les cloches du carillon installées en 1656 proviennent de la manufacture des frères Hemony, originaires de Lorraine.
L'église est utilisée pour les services religieux jusqu'en 1929. En 1944, pendant la famine hivernale qui a sévi aux Pays-Bas à la fin de la Seconde Guerre mondiale, l'église a servi de morgue de façon temporaire, alors que les services funéraires étaient débordés. L'édifice est acheté par la municipalité en 1968.
En 1970, l'accès à l'église est interdit car le bâtiment, en très mauvais état, est devenu dangereux. D'importants travaux de rénovation sont entrepris entre 1976 et 1979. À partir de 1988, le bâtiment est converti en centre municipal d'information et abrite des expositions permanentes et temporaires. En 2006, un mur de gloire (en anglais : Wall of fame) est installé, où sont exposés les portraits de quelques personnalités néerlandaises, notamment le footballeur Johan Cruyff.

## L'église et les peintres
Trois des fils de Rembrandt sont inhumés dans l'église.
Le peintre hollandais Ferdinand Bol, un des élèves de Rembrandt, dont un tableau se trouve dans la Zuiderkerk, est également inhumé dans l'église.
Le peintre impressionniste français Claude Monet a peint la Zuiderkerk au cours d'un de ses voyages aux Pays-Bas. Ce tableau se trouve au Musée d'Art de Philadelphie aux États-Unis.

## Galerie

Zuiderkerk
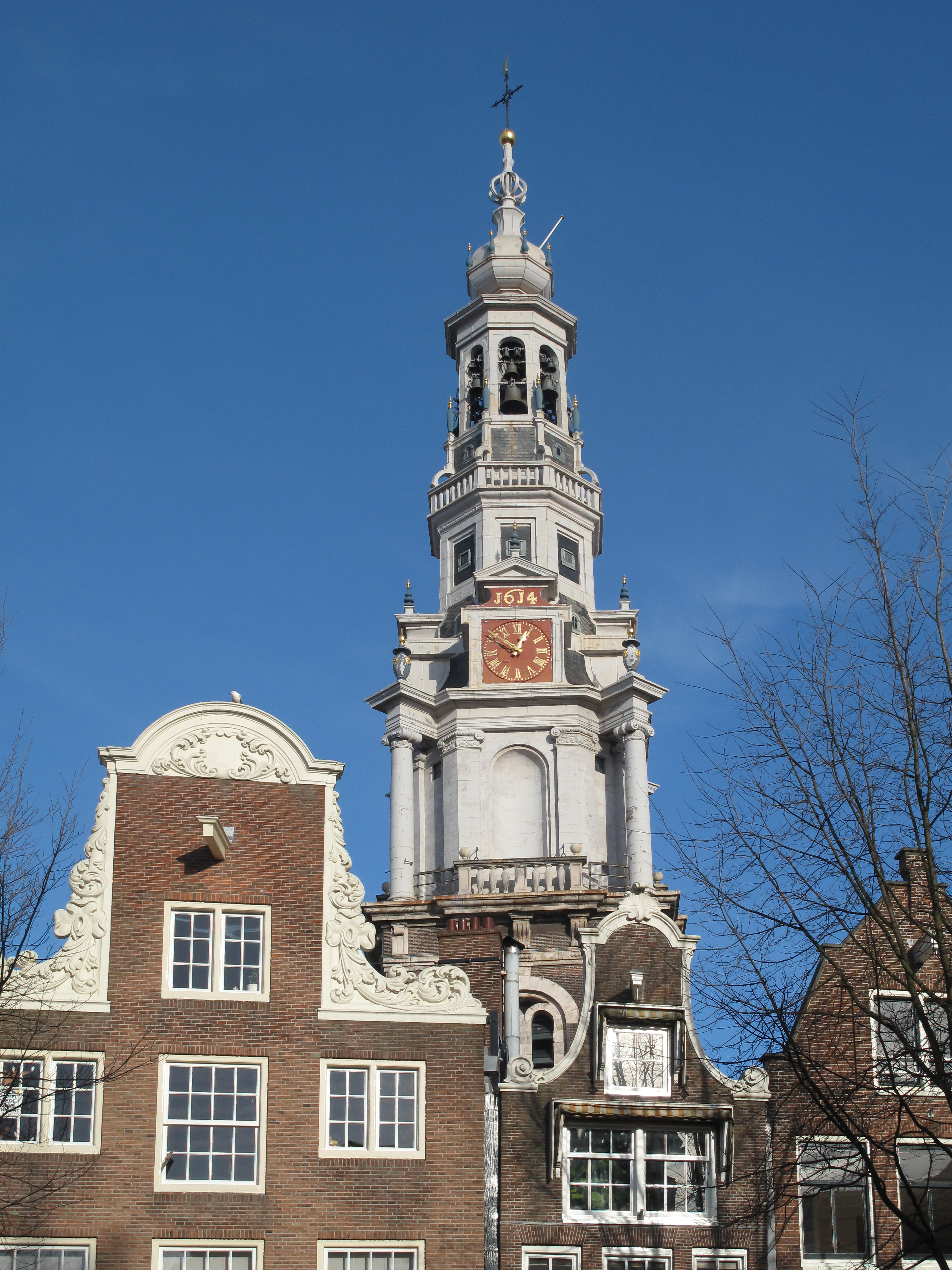
Tour de la Zuiderkerk
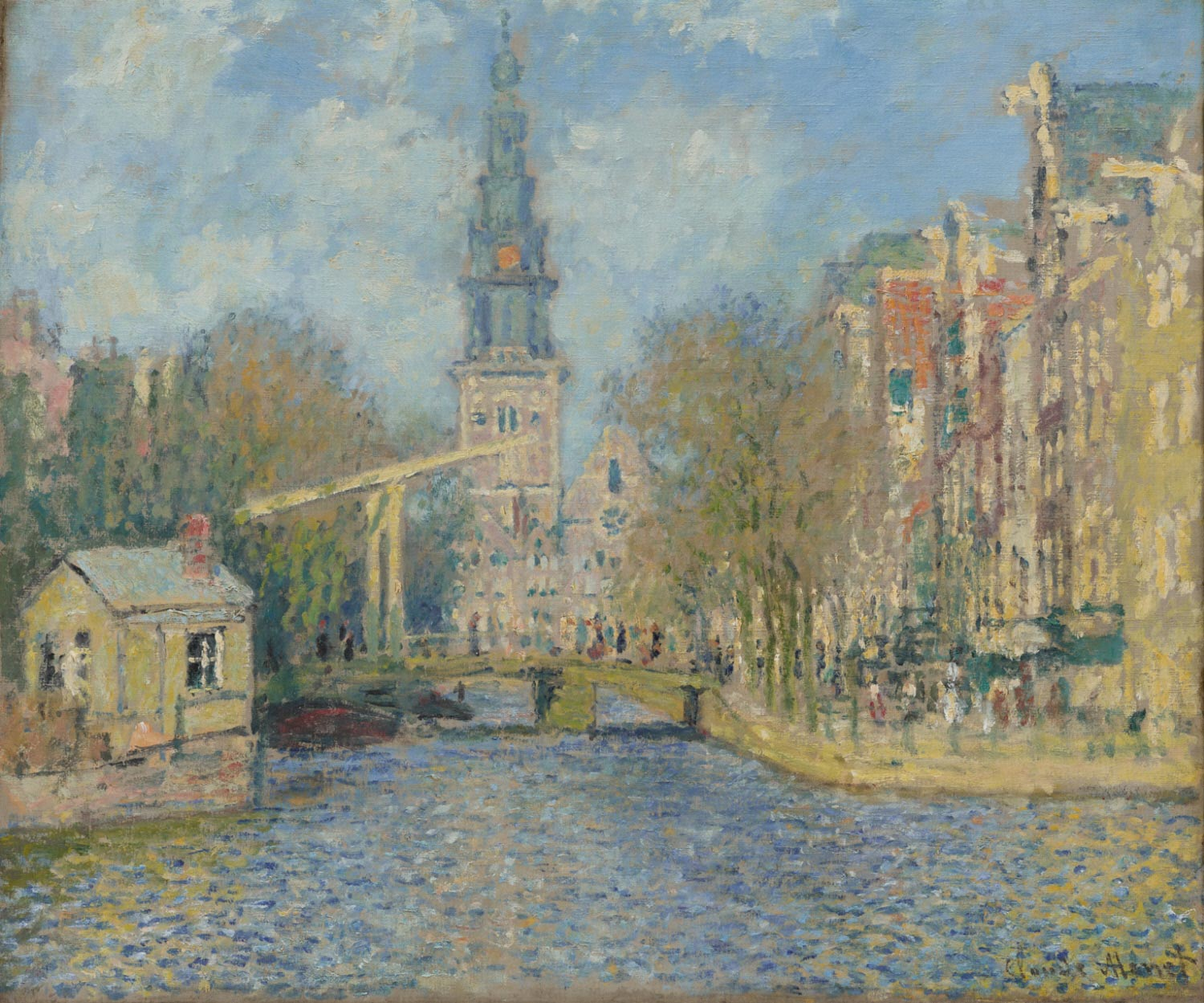
La Zuidekerk a Amsterdam, de Claude Monet (1874)
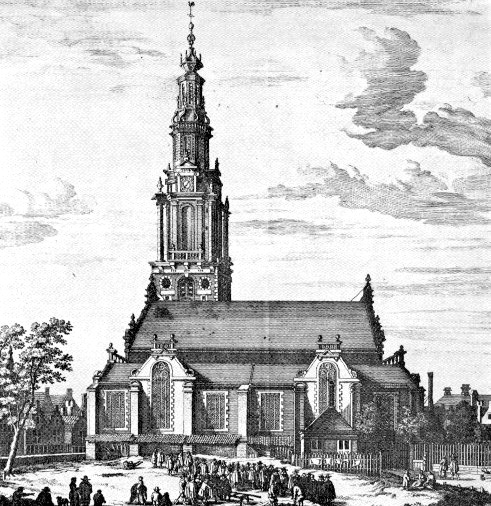
La Zuiderkerk au XVIIe siècle